# Robert Wardzała
Robert Marian Wardzała (ur. 12 października 1975 w Tarnowie) – polski żużlowiec i polityk, poseł na Sejm VII i X kadencji.

## Życiorys
Syn Mariana Wardzały, również żużlowca. Licencję żużlową uzyskał w 1993. Od tego też roku do 2007 był zawodnikiem Unii Tarnów (z wyjątkiem rocznego wypożyczenia do KSŻ Krosno w 2006). Od 2008 był zawodnikiem Polonii Bydgoszcz. W swojej karierze sportowej zdobył kilka medali mistrzostw Polski, w tym dwa złote w drużynowych mistrzostwach Polski w 2004 i w 2005.
W 2006 kandydował w wyborach samorządowych do tarnowskiej rady miasta z listy Platformy Obywatelskiej. Startując z 7. miejsca, zdobył 377 głosów (3,79% głosów w okręgu wyborczym nr 1), co stanowiło 5. wynik w okręgu i 2. spośród kandydatów PO. W 2007 wystartował w wyborach do Sejmu w okręgu tarnowskim z 16. miejsca na liście Platformy Obywatelskiej. W głosowaniu zdobył 6723 głosów (4. wynik wśród kandydatów PO, która w tym okręgu obsadziła 3 mandaty). W wyborach do Parlamentu Europejskiego, które odbyły się w 2009, startował bezskutecznie z 5. miejsca listy PO w okręgu małopolsko-świętokrzyskim. W 2010 ponownie wybrany do tarnowskiej rady miasta. W wyborach w 2011 został wybrany do Sejmu z listy PO, otrzymując w okręgu tarnowskim 10 437 głosów.
W 2013 ukończył studia licencjackie z zarządzania zasobami ludzkimi na Wydziale Zarządzania i Informatyki Wyższej Szkoły Zarządzania i Bankowości w Krakowie. Został także absolwentem studiów podyplomowych Executive MBA w Collegium Humanum w Warszawie. 
W 2015 nie uzyskał poselskiej reelekcji. Był potem prezesem Małopolskiego Funduszu Poręczeń Kredytowych w Krakowie. W wyniku wyborów w 2018 ponownie został radnym miejskim w Tarnowie. W 2019 kolejny raz ubiegał się o mandat europosła. W wyborach w tym samym roku kandydował też do Sejmu. W 2019 ustąpił z funkcji radnego, a także został powołany na prezesa Tarnowskiego Klastera Przemysłowego. W wyniku wyborów w 2023 powrócił do Sejmu; uzyskał mandat posła X kadencji, otrzymując 9265 głosów.

## Wyniki w wyborach ogólnopolskich
| Wybory | Komitet wyborczy                  | Komitet wyborczy      | Organ                            | Okręg          | Wynik          |
| ------ | --------------------------------- | --------------------- | -------------------------------- | -------------- | -------------- |
| 2007   |                                   | Platforma Obywatelska | Sejm VI kadencji                 | nr 15          | 6723 (2,39%)   |
| 2009   | Parlament Europejski VII kadencji | Platforma Obywatelska | nr 10                            | 13 962 (1,50%) |                |
| 2011   | Sejm VII kadencji                 | Platforma Obywatelska | nr 15                            | 10 437 (4,05%) |                |
| 2015   | Sejm VIII kadencji                | Platforma Obywatelska | nr 15                            | 10 215 (3,50%) |                |
| 2019   |                                   | Koalicja Europejska   | Parlament Europejski IX kadencji | nr 10          | 11 352 (0,65%) |
| 2019   |                                   | Koalicja Obywatelska  | Sejm IX kadencji                 | nr 15          | 10 019 (2,89%) |
| 2023   | Sejm X kadencji                   | Koalicja Obywatelska  | 9265 (2,30%)                     | nr 15          |                |

## Osiągnięcia sportowe
- Drużynowe mistrzostwa Polski:
  - 1994 – srebrny medal
  - 2004 – mistrz Polski
  - 2005 – mistrz Polski

- Turniej o Złoty Kask:
  - 2000 – 9. miejsce
  - 2001 – 14. miejsce

- Turniej o Srebrny Kask:
  - 1994 – 10. miejsce

- Drużynowy Puchar Polski:
  - 1995 – srebrny medal